# Teodora (film 1922)
Teodora è un film del 1922 diretto da Leopoldo Carlucci.
Narra la vita dell'imperatrice bizantina Teodora, moglie di Giustiniano.